# Choma
Choma es la capital de la provincia del Sur (Zambia), y está situada al l borde de la carretera de Lusaka-Livingstone y del ferrocarril de Lusaka a Livingstone. Cuenta con un pequeño museo dedicado al patrimonio cultural del pueblo Tonga, que vive al sur de Zambia. El área de la conservación del río de Nkanga se encuentra en las proximidades de la ciudad.
Tenía una población de 51.842 habitantes, según el censo de 2010. El área de la conservación del río Nkanga.